# 王希玲
王希玲（1944年2月12日—），祖籍山东省滕州市南沙河镇北街村，出生于上海市，郑州人，豫剧常派弟子，中国国家一级演员，国家有突出贡献专家，现担任郑州市艺术创作研究院院长和郑州市政协副主席等职。代表作有《风流才子》、《巧配鸳鸯》、《胭脂》、《情断状元楼》、《春秋出个姜小白》等。

## 从艺经历
王希玲出生于上海市，由于父母离异，王希玲九岁时随母亲来到郑州，寄居在舅舅家里。在郑州市南学街小学读书时，曾加入学校歌咏队，担任朗颂员。1955年，郑州市豫剧团为排演新戏《红楼梦》需招收新学员，王希玲参加考试并顺利通过，成为郑州豫剧团的报幕员，王希玲并不满足于这份工作，在征得老师的同意后，她积极练功，练习唱腔。通过个人努力，她于1960年被郑州市豫剧团选为豫剧现代戏《红珊瑚》的女主角，最后演出获得成功，此后，她便成为郑州豫剧团的六位主演之一，主攻小生。她参加的其他剧目演出也深受观众好评。在各种戏剧大赛中，屡屡获奖，当时被誉为“豫剧第一小生、中州第一小生”。后来她拜豫剧大师常香玉为师。
1991年王希玲应中华人民共和国文化部的邀请赴北京演出《风流才子》一剧，受到热烈欢迎，被破格邀请参加“亚洲传统戏国际研讨会”的演出，受到国际专家的一致好评和高度赞誉。1993年和1994年，她应邀到台湾演出，被台湾观众誉为“豫剧皇帝”，并被授予“豫剧称帝”奖牌。

## 主要荣誉
- 1986年获得河南省首届戏剧大赛表演一等奖
- 1988年荣获道届“香玉杯艺术奖”
- 1993年获得中国戏剧政府最高奖“文华奖”表演奖